# باندورا: أسفل الجنة
باندورا: أسفل الجنة (بالكورية: 판도라: 조작된 낙원)؛ هو مسلسل تلفزيوني كوري جنوبي، من إنشاء كيم سون أوك وكتابة بواسطة هيون جي مين، ومن بطولة لي جي أه، لي سانغ يون، جانغ هي جين، بارك كي وونغ وبونغ تاي-جو. عرض على قناة تي في إن في 11 مارس الى 30 أبريل 2023 ، بث كل يوم السبت والأحد الساعة 21:10 (KST).

## القصة
تصور القصة بقاء شرسة لامرأة، ذات يوم، تواجه هونغ تاي را الحقيقة الرهيبة للماضي التي نسيته تمامًا، فتقرر الانتقام بشدة من أولئك المسؤولين عما حدث لها.

## طاقم

### رئيسي
- لي جي آه في دور هونغ تاي را[9]

تتمتع هونغ تاي را بحياة مثالية مع زوجها المحبوب بيو جاي هيون وابنتهما الحبيبة، باستثناء شيء واحد. لا تتذكر هونغ تاي را ماضيها. ذات يوم، تستعيد ذاكرتها وتواجه ماضيها المروع. لقد تحطمت حياتها المثالية الآن وتجد نفسها في وضع لا يمكن السيطرة عليه. تكافح هونغ للانتقام من المسؤولين عن ماحدث لها.
- لي سانغ يون في دور بيو جاي هيون[10]

زوج هونغ تاي را. إنه مطور ذكي للغاية، طور تقنية جديدة في مجال التصحيح الذكي العصبي. يدير شركته بمهارات قيادية لطيفة وشخصية عاقلة. يحظى بإعجاب من حوله. يبدأ الناس في العالم السياسي الحديث عنه باعتباره المرشح الرئاسي القادم.
- جانغ هي جين في دور جو هاي سو[11]

بصفتها أفضل مذيع رئيسي لـ YBC، إحببت وصنفت كأيقونة هذا العصر، هي الزوجة الثانية لمجموعة جيومغو، زوجها هو جانغ دو جين، لدى هاي سو ندوب من الماضي لا تلتئم. غير قادرة على الهروب من كابوس «ذلك اليوم»، كما تسعى بإصرار وراء الحقيقة لغير المكتشفة.

- بارك كي وونغ في دور جانغ دو جين[12]

صاحب روح تنافسية يستمتع برهان لكل لحظة، هو زوج جو هاي سو وممثل إدارة شركة تكنولوجيا المعلومات «هايتشي». وهو صديقًا حميمًا لـ جاي-هيون أيام الجامعة والمنافس الاشرس له.
- بونغ تاي غيو في دور جو سونغ تشان[13]

شخص مهووس ولديه مزاج حاد، وهو مدير أبحاث هايتشي.

### دور داعم
- آهن ناي-سانغ في دور جانغ جيوم-مو[14]

والد جانغ دو جين ورئيس مجموعة كيومجو.
- كيون مي-ري في دور مين يونغ-هوا[14]

زوجة رئيس مجموعة كيوم غو، ووالدة كيو جين
- هونغ وو-جين في دور جانغ كيو جين[15]

ابن يونغ مين، وهو عالق في غيبوبة منذ سنوات
- شيم سو-يونغ في دور كيم سيون-ديوك[14]

مدير مستشفى هانول للطب النفسي.
- جونج جيونغ-هوان في دور غو جيو-تاي[14]

رئيس افراد مستشفى هانول للطب النفسي.
- كون هيون-بين في دور تشا بيل-سيونغ[14]

حارس شخصي ومساعد هونغ تاي-را.
- هان سو-ايون في دور هونغ يو-را[14]

فرد عائلة هونغ تاي-را الوحيدة.

## المشاهدات
| الموسم | الموسم | رقم الحلقة | رقم الحلقة | رقم الحلقة | رقم الحلقة | رقم الحلقة | رقم الحلقة | رقم الحلقة | رقم الحلقة | رقم الحلقة | رقم الحلقة | رقم الحلقة | رقم الحلقة | رقم الحلقة | رقم الحلقة | رقم الحلقة | رقم الحلقة | المتوسط |
| الموسم | الموسم | 1          | 2          | 3          | 4          | 5          | 6          | 7          | 8          | 9          | 10         | 11         | 12         | 13         | 14         | 15         | 16         | المتوسط |
| ------ | ------ | ---------- | ---------- | ---------- | ---------- | ---------- | ---------- | ---------- | ---------- | ---------- | ---------- | ---------- | ---------- | ---------- | ---------- | ---------- | ---------- | ------- |
|        | 1      | 1192       | 1405       | 849        | 888        | 724        | 933        | 786        | 999        | 609        | 952        | 620        | 796        | 759        | 991        | 804        | 963        | 892     |

وفقا لنيلسن كوريا، فقد كانت الحلقة الثانية الاعلى تقييما بمتوسط 5.7% حوالي 1.4 مليون مشاهد. مما يعد احباطنا مقارنة بتكاليف الانتاج وكدراما ايام السبت والاحد بالنسبة للقناة.
| الحلقات | تاريخ البث    | تقييمات "نيلسن كوريا" | تقييمات "نيلسن كوريا" |
| الحلقات | تاريخ البث    | على الصعيد الوطني     | سيئول                 |
| --- | ------------- | --------------------- | --------------------- |
| 1 | 11 مارس 2023  | 4.891%                | 6.074%                |
| 2 | 12 مارس 2023  | 5.707%                | 5.635%                |
| 3 | 18 مارس 2023  | 3.877%                | 4.076%                |
| 4 | 19 مارس 2023  | 4.057%                | 3.810%                |
| 5 | 25 مارس 2023  | 3.342%                | 3.891%                |
| 6 | 26 مارس 2023  | 4.300%                | 4.460%                |
| 7 | 1 ابريل 2023  | 3.617%                | 3.891%                |
| 8 | 2 ابريل 2023  | 4.447%                | 4.608%                |
| 9 | 8 ابريل 2023  | 2.880%                | 3.289%                |
| 10 | 9 ابريل 2023  | 4.026%                | 4.170%                |
| 11 | 15 ابريل 2022 | 3.219%                | 3.379%                |
| 12 | 16 ابريل 2023 | 3.645%                | 3.616%                |
| 13 | 21 ابريل 2023 | 3.469%                | 3.645%                |
| 14 | 22 ابريل 2023 | 4.307%                | 4.490%                |
| 15 | 29 أبريل 2023 | 3.737%                | 3.948%                |
| 16 | 30 أبريل 2023 | 4.430%                | 4.378%                |
| متوسط | متوسط         | 4.007%                | 4.200%                |
| - \|تُبث هذه الدراما على قناة الكابل / التلفزيون المدفوع الذي عادةً ما يكون جمهورها أصغر نسبيًا مقارنةً بالمحطات التلفزيونية / العامة (KBS ، SBS ، MBC ، EBS). |               |                       |                       |

## الإنتاج

### صناعة
المسلسل تم إنشائه من قبل المؤلفة كيم سون أوك، التي كتبت السلسلة الموسمية بنتهاوس (2020-21)، ومن كتابة هيون جي مين وهو اول عمل لها ككاتب رئيسي، قد شغلت كاتبا مساعداً فيه بعض مؤلفات كيم. وإخراج بواسطة تشوي يونغ هون (مخرج قسم الدراما SBS)، من أعماله مسلسل فرقة الاخوات (2017)، إمرأة واحدة (2021). ومن تخطيط تي في إن وقسم استوديو دراغون، وإنتاج بالاستعانة بشركة الإنتاج تشوروك بايم ميديا.
يجمع المسلسل بين المؤلمة كيم والمخرج تشوي للمرة الثالثة، يجمع ايضاً بين مديرة الموسيقى جين جا-دي والمخرج تشوي للمرة الثالثة.

### طاقم
في 4 أغسطس 2022، تم تأكيد تشكيلة طاقم التمثيل الرئيسي من قبل تي في إن.

## البث الدولي
بعد كانت جميع مسلسلات تي في ان ليومي السبت والأحد على نتفليكس حصرياً خلال السنوات الماضية، فهذا المسلسل سيكون حصرياً على ديزني+ دولياً.

## روابط خارجية
- الموقع الرسمي
 (بالكورية)
- باندورا: جنة ملفقة على موقع IMDb (الإنجليزية)
- باندورا: جنة ملفقة على موقع فيلمافينيتي (الإسبانية)
- باندورا: جنة ملفقة على موقع قاعدة بيانات الفيلم (الإنجليزية)
- باندورا: أسفل الجنة على هانسينما